# Pipinnipons kroeberi
Pipinnipons kroeberi är en tvåvingeart som beskrevs av Winterton, Yang, Wiegmann och Yeates 2001. Pipinnipons kroeberi ingår i släktet Pipinnipons och familjen stilettflugor. Inga underarter finns listade i Catalogue of Life.